# Diecezja Budjala
Diecezja Budjala (łac. Diœcesis Budialaensis) – diecezja rzymskokatolicka w Demokratycznej Republice Konga. Powstała w 1964 z części terenu diecezji Lisala.

## Główne świątynie
- Katedra: Katedra Matki Bożej w Budjali

## Biskupi diecezjalni
- François Van den Berghe CICM (1964–1974)
- Joseph Bolangi (1974–2009)
- Philibert Tembo CICM (od 2009)